# Phalaenopsis schilleriana
Phalaenopsis schilleriana és una espècie d'orquídia del gènere de Phalaenopsis de la subfamília Epidendroideae de la família Orchidaceae. Natives de les Filipines.
Es conrea habitualment com a planta d'interior decorativa. És una herba epífita d'arrels llargues i gruixudes i fulles carnoses i flors grans i rosades. Les plantes madures poden produir més de 100 flors.

## Ús en horticultura
Phalaenopsis schilleriana es troba entre les espècies d'orquídies més fàcils de fer créixer com a planta d'interior, normalment és tan tolerant com les orquídies phalaenopsis híbrides més habituals. Creix en un interval de temperatures domèstiques d'entre 17 i 22 graus, amb llum indirecta brillant com la que ofereix una finestra orientada a l'est o a l'oest, tot i que, segons es diu, tolera una llum més alta que la majoria de phalaenopsis.